# Marienfeld (Harsewinkel)
Marienfeld [maˈʀɪ̯ənˑfɛlt]  ist ein Ortsteil der Stadt Harsewinkel im Kreis Gütersloh, Nordrhein-Westfalen. Vor der Gebietsreform von 1973 war Marienfeld eine eigenständige Gemeinde und gehörte zum Altkreis Warendorf. Naturräumlich gehört Marienfeld zum Münsterland, verwaltungstechnisch zum Regierungsbezirk Detmold und damit zur Region Ostwestfalen-Lippe.

## Geografie

### Geografische Lage
Marienfeld liegt im östlichen Teil der Großlandschaft Westfälische Bucht. Der Ort wird in westlicher Richtung von der Lutter durchflossen. Weiter südlich befindet sich das Flussbett der oberen Ems. Diese bildet im weiteren Verlauf ein Stück der Grenze der Stadt Harsewinkel zur Gemeinde Herzebrock-Clarholz ab. Im Osten liegt das Naturschutzgebiet Hühnermoor.
Das nächstgelegene Oberzentrum ist Bielefeld.
Zu Marienfeld gehören die Bauerschaften Diekort (im Nordosten), Lutterstrang (O), Oester (SO), Südfeld (S), Heckerheide (SW) und Remse (W).

### Nachbarorte
Die nächstgrößeren Ortschaften sind im Nordosten beginnend im Uhrzeigersinn Brockhagen (Gemeinde Steinhagen), Gütersloh mit seinen Ortsteilen Niehorst, Blankenhagen, Pavenstädt und Flughafen, Herzebrock-Clarholz und Harsewinkel.

## Geschichte
Die Geschichte des Ortes ist eng mit der Geschichte des Klosters Marienfeld verknüpft.
Am 1. Januar 1973 wurde Marienfeld nach Harsewinkel eingemeindet.

### Religion
Während der Zeit des Klosters Marienfeld gehörten die katholischen Gläubigen in Marienfeld zum Kirchspiel Harsewinkel. Nach der Auflösung des Klosters stiftete der König von Preußen mit Urkunde vom 6. Juli 1804 die katholische Pfarrgemeinde Marienfeld. Teil der Stiftung war, dass die vormalige abteiliche Kirche Marienfeld mit allen ihren Glocken, Altären, Orgel und Schränken zur Ausübung des Gottes Dienstes überlassen wurde.

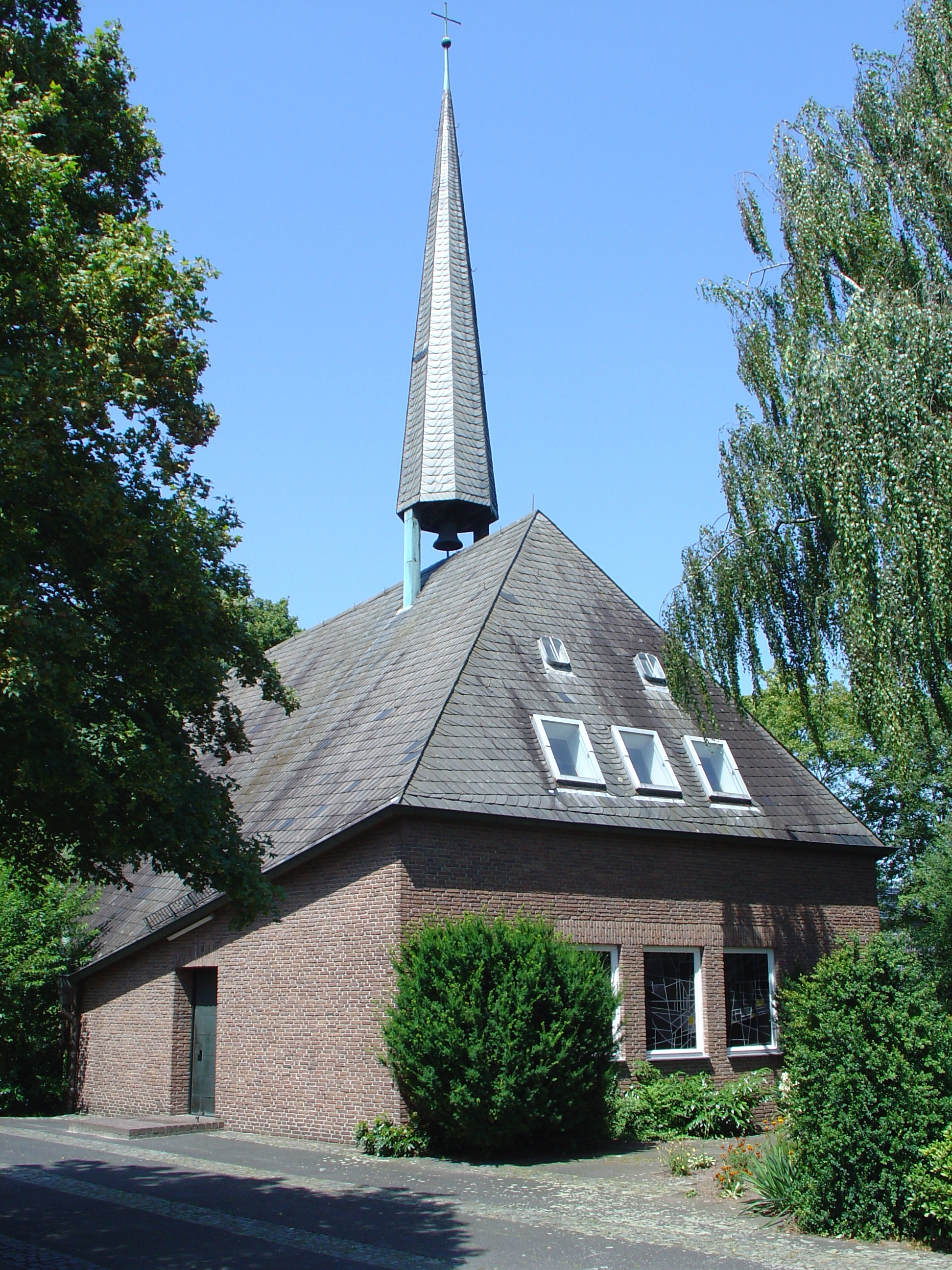
Die evangelisch-lutherische Christuskirche

Für das Jahr 1939 sind in Marienfeld 98 evangelisch-lutherische Gläubige nachgewiesen, die zur evangelischen Kirchengemeinde in Brockhagen gehörten. Da durch Zuwanderungen nach dem Zweiten Weltkrieg die Zahl der Protestanten stark anstieg, wurde Harsewinkel und Marienfeld ein Hilfsprediger zugeordnet. In Harsewinkel wurde 1954 eine eigenständige Gemeinde eingerichtet und eine eigene Kirche errichtet. In Marienfeld fanden die Gottesdienste zunächst in der ehemaligen Abteikirche statt. 1964 konnte in Marienfeld die neu errichtete Christuskirche ihrer Bestimmung übergeben werden.

#### Die Pfarrer der katholischen Pfarrgemeinde Marienfeld
- 1804–1821 Pfarrer Caspar Schulte (* 21. März 1757 in Letmathe; † 14. Juli 1821 in Boesfeld bei Rheda), früher Subprior des Klosters Marienfeld, zum Priester geweiht am 23. März 1785; Pfarrer in Marienfeld ab dem 6. Juli 1804
- 1822–1854 Pastor Franz-Gottfried Dahle (* 10. Februar 1786 in Warendorf; † 25. November 1854 an den Folgen eines Schlages), zum Priester geweiht am 25. Februar 1809 in Münster, Pfarrer in Marienfeld ab dem 25. November 1822
- 1854–1880 Pfarrer Theodor Anton Preckel (* 9. September 1804, † 25. Mai 1880), zum Priester geweiht am 19. Dezember 1829, Pfarrer in Marienfeld ab dem 28. Dezember 1855
- 1884–1922 Pfarrer Hermann Mellage (* 9. Januar 1835 in Münster; † 27. Mai 1927), zum Priester geweiht am 7. Juli 1860, Pfarrer in Marienfeld ab dem 13. Juli 1884, pensioniert am 31. März 1922
- 1922–1953 Pfarrer Heinrich Hasker (* 7. Oktober 1874 in Zwillbrock; † 31. Dezember 1957), zum Priester geweiht am 9. Juni 1900, Pfarrer in Marienfeld ab dem 31. Mai 1922, pensioniert am 2. März 1953
- 1953–1974 Pfarrer Aloys Holländer (* 29. Mai 1901 in Gladbeck; † 17. Mai 1980), zum Priester geweiht am 3. März 1928, Kaplan in Marienfeld ab dem 27. Januar 1948, Pfarrer in Marienfeld ab dem 9. April 1953, pensioniert 1974
- 1974–1979 Pfarrer Theodor Roth (* 13. März 1913 in Stadtlohn; † 3. Januar 2000 ebd.), zum Priester geweiht am 17. Dezember 1938, Pfarrer in Marienfeld ab 1974, pensioniert 1979
- 1979–2004 Pfarrer Heinrich Siemann (* 15. April 1930 in Ostbevern; † 23. Oktober 2019), zum Priester geweiht am 20. Mai 1973 in Münster, Pfarrer in Marienfeld ab dem 5. August 1979, pensioniert 17. Januar 2004
- seit 2004 Pfarrer Wilhelm Wigger (* 8. November 1949 in Emmerich), Pfarrer in St. Lucia Harsewinkel ab 2003, Pfarrer in Marienfeld seit 2004

### Einwohnerentwicklung
| Jahr | Einwohner |
| ---- | --------- |
| 1810 | 857       |
| 1820 | 993       |
| 1831 | 981       |
| 1840 | 956       |
| 1850 | 955       |
| 1860 | 960       |
| 1870 | 928       |
| 1880 | 852       |
| 1890 | 817       |

| Jahr | Einwohner |
| ---- | --------- |
| 1900 | 0868      |
| 1910 | 0925      |
| 1920 | 0968      |
| 1930 | 1102      |
| 1940 | 1410      |
| 1950 | 1771      |
| 1960 | 2185      |
| 1967 | 2854      |

Quelle bis 1967: 

## Politik

### Gemeinderat
|         | 1969  | 1964  | 1961  | 1956  | 1952  | 1948  |
| Partei  | Sitze | Sitze | Sitze | Sitze | Sitze | Sitze |
| ------- | ----- | ----- | ----- | ----- | ----- | ----- |
| CDU     | 14    | 8     | 8     | 4     | 5     | –     |
| SPD     | 05    | 3     | 2     | 1     | 2     | 2     |
| Zentrum | 0–    | 2     | 2     | 3     | 3     | 6     |

### Bürgermeister
1. 1844–1875 Johann Heinrich Meier Westmeyer
2. 1875–1881 Bernhard Beckmann gt. Bellmann
3. 1881–1887. August Meier Westmeyer
4. 1887–1893 Peter Westmeier gt. Hortmann
5. 1893–1913 Heinrich Wickern
6. 1913–1922 Anton Westlinning gt. Vorwerk
7. 1922–1925 Bernhard Baum
8. 1925–1933 Bernhard Pohlmann
9. 1935–1946 Heinrich Feldhaus
10. 1946–1948 Bernhard Möllenbrock (Zentrum)
11. 1948–1961 Heinrich Feldhaus (Zentrum)
12. 1961–1971 Anton Bussemas
13. 1971–1972 Heinrich Beine

1973 wurde Marienfeld mit Harsewinkel und Greffen zur heutigen Stadt Harsewinkel zusammengeführt.

### Wappen

Wappen von Marienfeld

Das Gemeindewappen zeigt einen in Silber und Grün geteilten Schild, dessen oberes Feld mit einem aus der Schildteilung wachsenden schwarzen, goldbewehrten und rotbezungten Löwen belegt ist, während auf dem unteren Felde drei silberne zwölfblättrige Marienblümchen mit goldenen Punzen und Stängeln liegen.
Beim Entwurf des Wappens für Marienfeld im Jahr 1937 boten sich verschiedene historische Vorlagen an. Allerdings schieden religiöse Symbole und das allgemeine Zisterzienserwappen nach der damaligen staatlichen Einstellung aus. Das Wappen des Edelherrn Widukind von Rheda, Stifter des Klosters, alleine erweckte einen falschen Eindruck. Man wählte deshalb einen Mittelweg: Der Schild wurde waagerecht geteilt. In der oberen silbernen Hälfte steht wachsend ein schwarzer Löwe mit roter Zunge und goldener Bewehrung. Die Darstellung entstammt dem Grabmal des Ritters Widukind. Die untere Hälfte ist grün mit drei Marienblümchen. Man spricht von einem „redenden Wappen“ für den Namen des Ortes, der von der Klostergründung „campus sanctae mariae“ – Marienfeld – abgeleitet wird.

## Kultur und Sehenswürdigkeiten

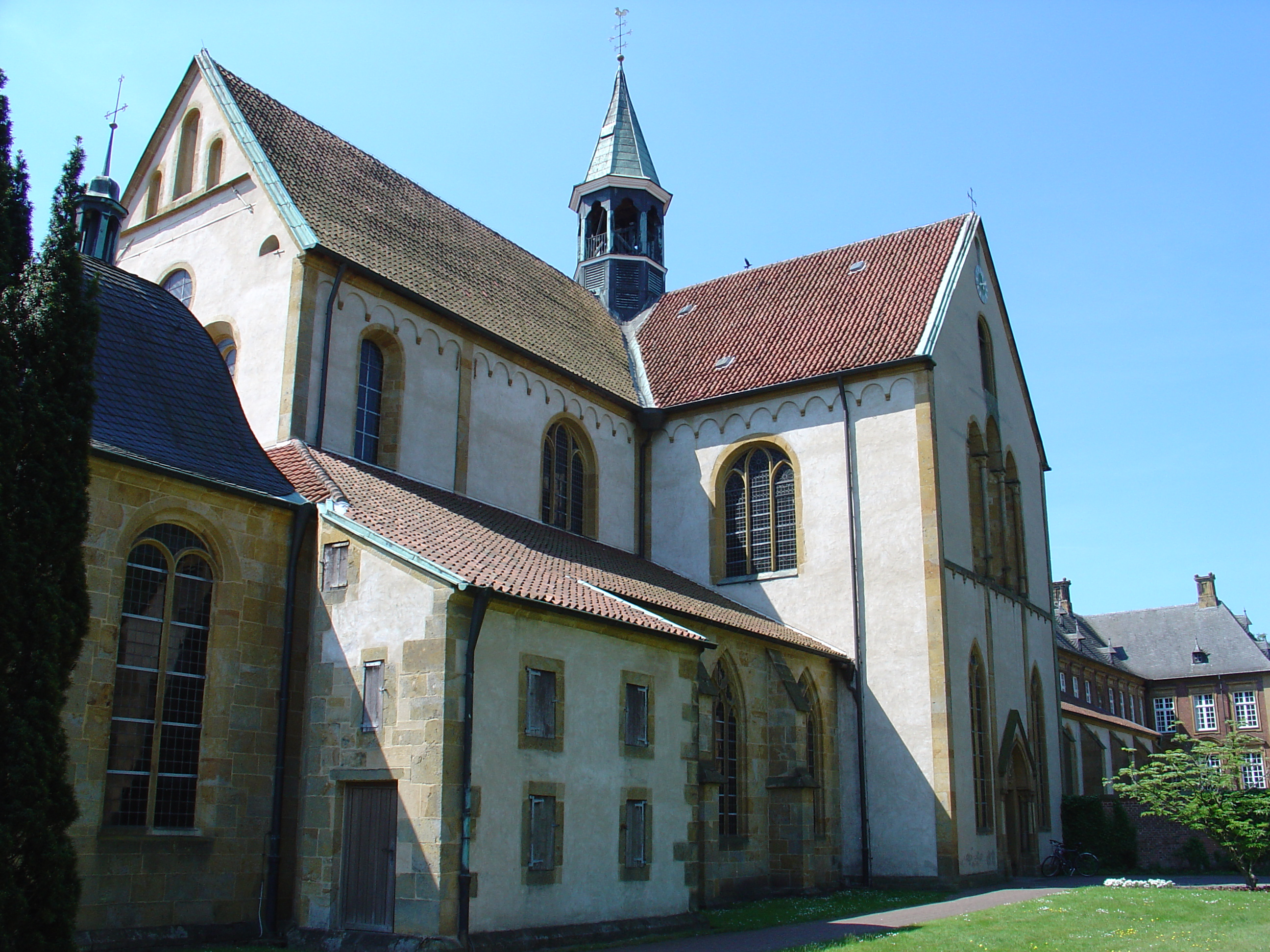
Ehemalige Abteikirche Marienfeld

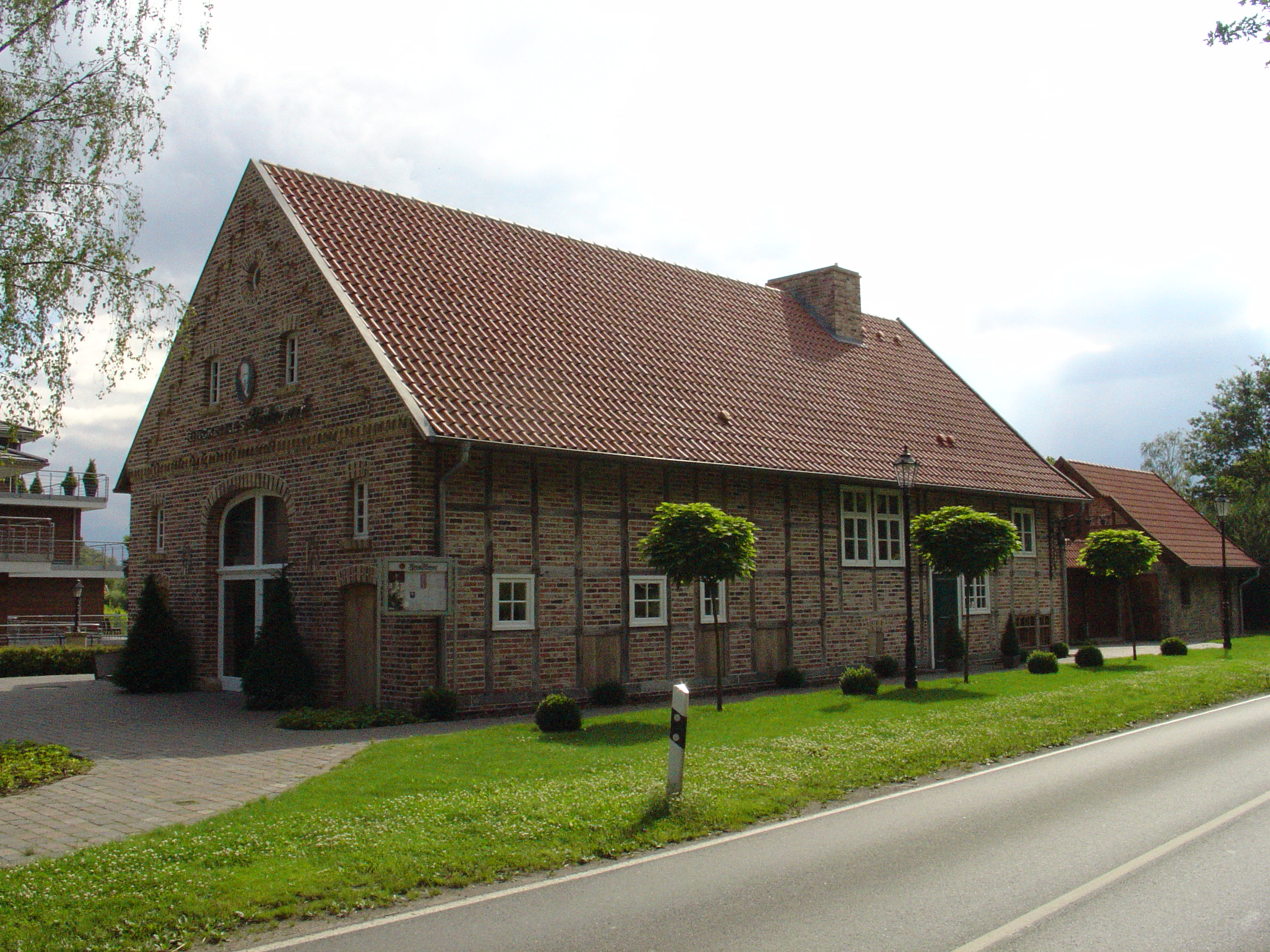
Geburtshaus von Johann Christoph Rincklake

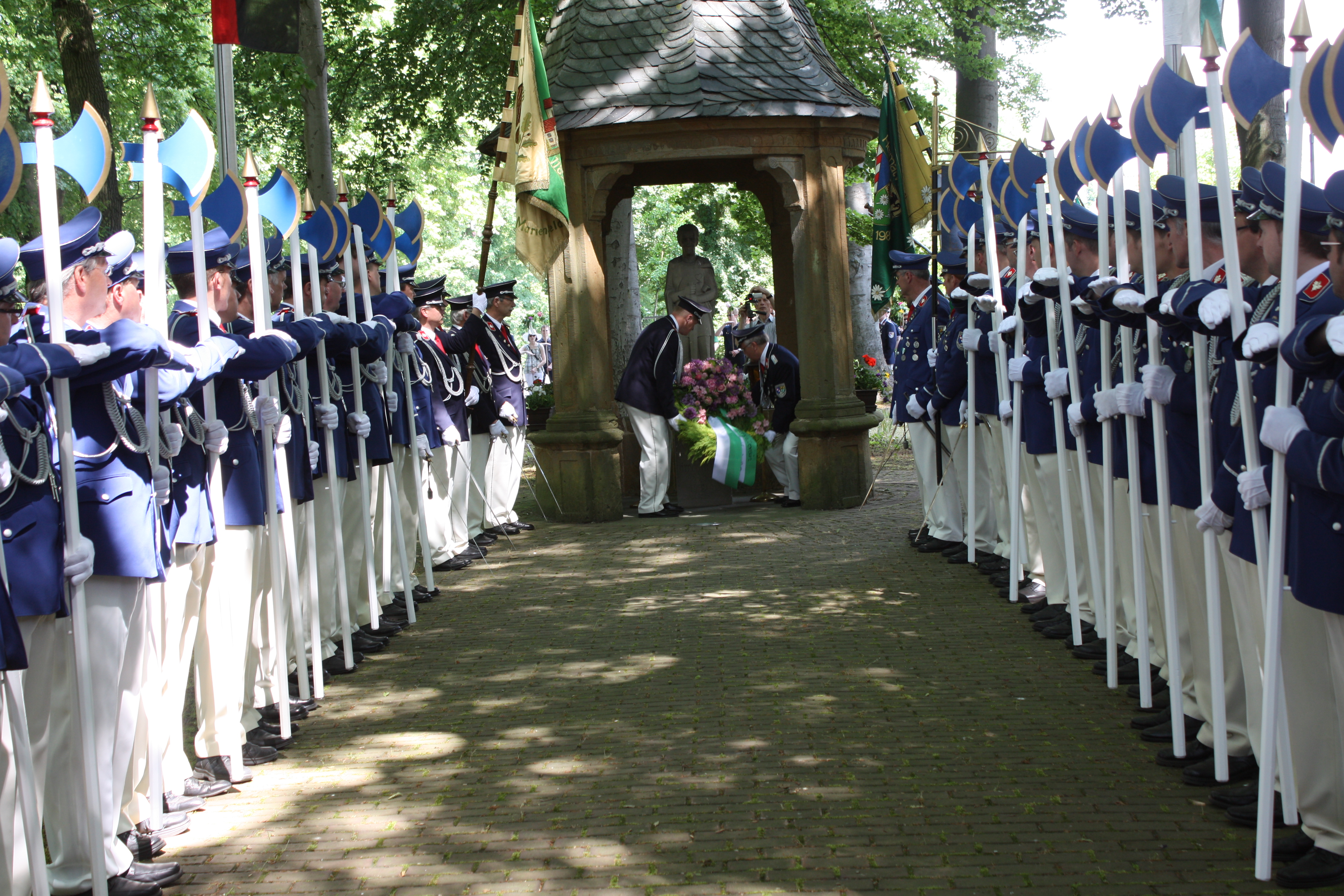
Kranzniederlegung am Ehrenmal Marienfeld zum Heimat- und Schützenfest 2010

### Museen
Seit 1999 besteht das Heimatmuseum Marienfeld in den Wirtschaftsgebäuden des Bauernhofs Schürmann. Direkt am Europaradwanderweg R1 gelegen, zeigt das Museum ortsübliche land- und hauswirtschaftliche Gerätschaften.
Ikonenmaler Franz Jung, der Steinmetz und Steinbildhauer gelernt hat, zeigt in seinen Räumlichkeiten an der Adenauerstraße seine Werke. Die Ausstellung ist auf Grund der Anzahl der Großikonen einmalig in Europa.
In einem Waldstück an der Max-Planck-Straße liegt die Reeperbahn des verstorbenen Seilers Josef Brügge.

### Bauwerke
Das Zisterzienserkloster Marienfeld hatte die erste Ziegelsteinkirche Westfalens. Das Kloster wurde 1185 gegründet, die Kirche 1222 geweiht. Die Kirche, Abtei und die ehemaligen Wirtschaftsgebäude des Klosters sind erhalten.
In Marienfeld steht das aus Harsewinkel transloziert Geburtshaus des Porträtmalers Johann Christoph Rincklake.
Der Hof Meier Westmeyer ist ein 1808 erbauter Meierhof.
Das 1789 errichtete Deutsche Haus diente mindestens seit 1851 als Poststation.

### Naturdenkmäler
Östlich von Marienfeld findet sich das Naturschutzgebiet Hühnermoor. Im Südosten liegt das Naturschutzgebiet Boomberge.

### Sport
Größter Sportverein im Ort ist Schwarz-Weiss Marienfeld, der Breitensport wie Fußball, Basketball, Tischtennis und Leichtathletik anbietet. Darüber hinaus gibt es die Tennisclubs TC Marienfeld und Grün-Weiß Marienfeld. Zwischen Marienfeld und Harsewinkel liegt die 18-Loch-Anlage des Golfclubs Marienfeld. Weiterhin gibt es die Triathlon-Gruppe TriSpeed Marienfeld. Dem Tanzsport hat sich die Volkstanzgruppe Marienfeld verschrieben.

### Regelmäßige Veranstaltungen
Die Werbegemeinschaft Marienfeld führt zusammen mit dem Verkehrsverein Harsewinkel alle zwei Jahre im März ein Frühlingsfest mit Gewerbeschau an den Modehäusern Bessmann und Kleine durch.
Die Volkstanzgruppe Marienfeld errichtet jeweils am Abend des 30. April auf dem historischen Klosterhof den Maibaum mit anschließendem Tanz um den Maibaum.
Jedes Jahr organisiert der Heimatverein Marienfeld ein Heimat- und Schützenfest. Von Freitag bis Montag nach Fronleichnam finden ein Heimatabend, zwei Festbälle, Frühschoppen und Vogelschießen statt.
Am dritten Sonntag im September feiert die katholische Pfarrgemeinde ihr Pfarrfamilienfest.
Großer Martinssonntag ist immer Sonntag vor dem 11. November. Im Ortskern findet vormittags ein großer Flohmarkt statt. Heimische Künstler bieten selbstgemachte Dinge in kleinen Buden an. Höhepunkt und Abschluss des Tages ist der abendliche Martinsumzug.

### Kulinarische Spezialitäten
Im Gewölbekeller der Abtei ist eine Brauerei eingerichtet. Über einige Jahre wurde hier das erste Schwarzpilsener der Welt gebraut. Im Laufe der Zeit ist die Brauanlage jedoch verfallen, weil sie nicht genutzt wurde. 2007 wechselte die Abtei und damit auch der Braukeller den Besitzer.

## Wirtschaft und Infrastruktur

### Verkehr
Im Süden der Gemeinde verläuft die Bundesstraße 513, die Marienfeld mit Harsewinkel und Gütersloh verbindet.
Durch den Ort führt die Bahnlinie der Teutoburger Wald Eisenbahn.
Am 10. Januar 2007 erhielt die Firma Kirchner aus Bad Hersfeld den Auftrag für den Neubau und die Unterhaltung im PPP-Verfahren einer Osttangente, die als Ortsumgehung und Entlastungsstraße geplant wurde. Auf der 1,3 km langen Straße mussten acht Brückenbauwerke, ein Bahnübergang, zwei Kreisverkehre (als Anbindung), einen Zubringer zu einem Sportzentrum (samt Parkboxen) und ein Lärmschutzwall errichtet werden. Die Straße knüpft im Süden an die Klosterstraße (L 927) und im Norden an die Bielefelder Straße (L 806) an. Die Stadt Harsewinkel bezifferte die Höhe des Gesamtvolumens für dieses Vorhaben auf 5,7 Mio. Euro. Es wurden aber auch Fördermittel des Landes Nordrhein-Westfalen mit einbezogen. In Nordrhein-Westfalen ist es das erste kommunale Straßenbauprojekt, das im PPP-Verfahren geführt wird. Dies bedeutet kurz gesagt, dass die Bauunternehmung die Straße baut und 30 Jahre für deren Zustand zuständig ist. Die Firma erhielt Teilbeträge nach Bauabschnitten und bekommt seit der Fertigstellung eine Art Miete von der Stadt Harsewinkel. Baubeginn war der 1. Februar 2007. Nachdem im Februar bereits erste Rodungsarbeiten am nördlichen Verlauf der neuen Tangente stattfanden, wurde ab dem 26. März 2007 am südlichen Ende bereits die Grundform des Lärmschutzwalls errichtet und der Trassenverlauf auf diesen ersten Metern geebnet. Die Straße wurde am 30. November 2007 für den öffentlichen Verkehr freigegeben. Mit einem großen Straßenfest feierte die Stadt Harsewinkel mit den Bürgern von Marienfeld und Harsewinkel am 1. Juni 2008 den neuen Anton-Bessmann-Ring.

### Öffentliche Einrichtungen
Die katholische Pfarrgemeinde unterhält mit Unterstützung der Stadt Harsewinkel eine öffentliche Bücherei auf dem Klosterhof.
1911 wurde in Marienfeld die Freiwillige Feuerwehr gegründet. Heute verfügt sie über ein Feuerwehrhaus mit einem Löschgruppenfahrzeug 20 (LF20) mit 4000-Liter-Wassertank, einem Löschgruppenfahrzeug 10 (LF10), einem Hilfeleistungslöschgruppenfahrzeug (HLF 20) sowie einem Einsatzleitwagen (ELW1).

### Bildung
Schon zu Zeiten des Klosters verfügte Marienfeld über eine eigene Schule im nördlichen Trakt der Wirtschaftsgebäude. Nach dem Reichsdeputationshauptschluss und der damit verbundenen Aufhebung des Klosters wurde die Knabenschule Preußen unterstellt. Seit 1824 ist im Abteigebäude eine Mädchenschule nachgewiesen. Am 29. März 1952 wurde der Grundstein der heutigen Marienfelder Grundschule gelegt. 1966 wurde die Schule um eine Turnhalle und 1967 um weitere Räumlichkeiten erweitert. Die neue Turnhalle wurde 1984 erbaut.
In Marienfeld gibt es zwei Kindergärten, die sich in katholischer Trägerschaft befinden. Seit 1966 ist gegenüber der Grundschule der St.-Marien-Kindergarten errichtet worden. Da in den 1970er Jahren die Plätze nicht mehr ausreichten, konnte 1977 der St.-Martin-Kindergarten eingeweiht werden. In der Grundschule ist in der ehemaligen Vorschule der heilpädagogische Marienkäfer-Kindergarten untergebracht. Träger dieses Kindergartens ist die Werkstatt für behinderte Menschen in Gütersloh.
Der Museumsverein bietet interessierten die Plattdeutsche Schule an, in der die Teilnehmer die plattdeutsche Sprache erlernen.

### Ansässige Unternehmen
In Marienfeld produziert die Hubert Schlieckmann GmbH Ersatz- und Neuteile für die Fahrzeugindustrie und ist einer der größten Arbeitgeber im Ort. Seit 1967 recycelt die Firma Reiling Flach- und Hohlglas aus Industrie und kommunalen Sammlungen. Die United Paper Service-, Verarbeitungs- und Handels GmbH übernimmt von Marienfeld aus Lager und Logistik für Bertelsmann in Gütersloh.
Im Süden an der Bundesstraße 513 haben sich die Modehäuser Bessmann und Bruno Kleine niedergelassen. Seit 2007 hat sich der Sportwarenhändler Weckenbrock in der ehemaligen Näherei der Firma Bessmann eingerichtet.

## Persönlichkeiten

### Ehrenbürger der Gemeinde Marienfeld
Heinrich Feldhaus (1887–1976) wurde am 12. März 1967 zum Ehrenbürger von Marienfeld ernannt. Er war von 1933 bis 1961 Bürgermeister der Gemeinde und Träger des Bundesverdienstordens.
Am 30. März 1971 beschloss der Marienfelder Gemeinderat, ihren Bürgermeister Anton Bussemas zum Ehrenbürger von Marienfeld zu ernennen. Weitere Ehrenbürger sind August Haverkamp und Pfarrer Aloys Holländer.

## Besonderheiten

### Unser Dorf soll schöner werden
Im Jahr 1979 nahm Marienfeld erstmals am Bundeswettbewerb Unser Dorf soll schöner werden teil. Bereits bei der zweiten Beteiligung 1981 konnte auf Kreis- und Landesebene die Silberplakette erreicht werden. Durch weitere Anstrengungen des Marienfelder Siedlerbundes gelang es, bei der dritten und letzten Teilnahme 1983 die Goldplakette auf Kreis- und Landesebene sowie die Silberplakette auf Bundesebene zu erringen. Vom 31. Januar bis 1. Februar 1984 fand die Siegerehrung in Berlin durch den Bundeslandwirtschaftsminister Ignaz Kiechle statt. Es folgten Einladungen durch den Bundestagsabgeordneten Ottfried Henning und ein Besuch beim Bundespräsidenten Karl Carstens in Bonn. Seitdem nennt sich Marienfeld auch „Golddorf“.

### Postalische Eigenständigkeit 1987
Vor der kommunalen Gebietsreform war die Gemeinde über die Postleitzahl „4831 Marienfeld“ zu erreichen. Ab dem 1. Januar 1973 wurde Marienfeld der Stadt Harsewinkel zugeordnet und die postamtliche Bestimmungsangabe änderte sich in „4834 Harsewinkel 2“. Auf Initiative des Heimatvereins konnte zum 1. August 1987 die postalische Eigenständigkeit zurückerlangt werden. In der Begründung des Bundespostministeriums ist zu lesen: Nur für sehr wenige Gemeindeteile von überragender historischer Bedeutung, mit denen sich weltweit kulturelle und soziale Werte eng verbinden, soll geprüft werden, ob ihre Ortsnamen vorab wieder als Bestimmungsortsangabe zugelassen werden können. Diese Angabe änderte sich deshalb in „4834 Marienfeld“. Das Postamt Gütersloh brachte zur Erinnerung ein Schmuckblatt mit Wappen, Klosterzeichnung, Briefmarke und dem Stempel des Tages 1. August 1987 heraus. Im Zuge der Postleitzahlenreform 1993 blieb die Ortsangabe „33428 Marienfeld“ erhalten.

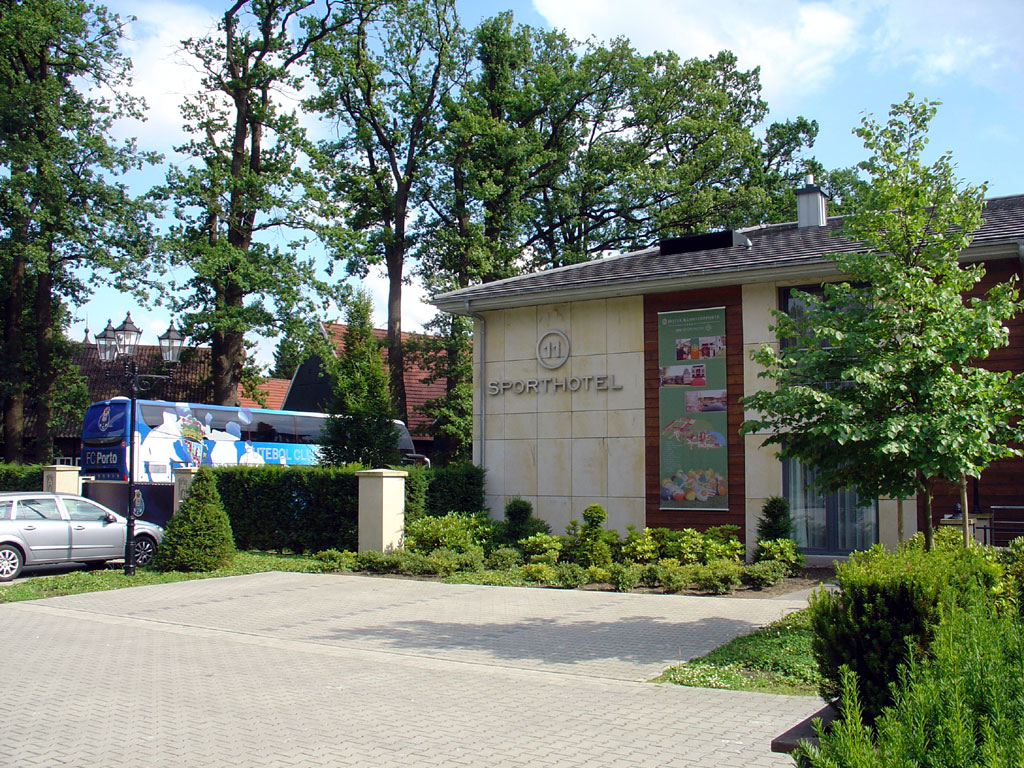
Straßenansicht des Sporthotels „Elf“ mit dem Mannschaftsbus des FC Porto

### WM-Hotel 2006
Überregionale Bekanntheit erlangte Marienfeld als Quartier der portugiesischen Fußballnationalmannschaft, die während der Weltmeisterschaft 2006 im Hotel Klosterpforte in unmittelbarer Nachbarschaft zum Kloster untergebracht war. Zur Europameisterschaft 2008 verlegte die türkische Fußballnationalmannschaft ihr Trainingslager in das Sporthotel „Elf“, welches Teil des Hotels Klosterpforte ist. Dort steigen auch regelmäßig nationale und internationale Spitzenteams aus dem Vereinsfußball ab – Bundesligisten, die vor den Auswärtsspielen bei Arminia Bielefeld dort übernachten, ebenso wie ausländische Mannschaften, die dort ein Trainingslager veranstalten, aber auch der heimische FC Gütersloh trägt hier oft sein Trainingslager aus.